# Bergudden
Bergudden este o arie protejată (arie specială de conservare — SAC, sit de importanță comunitară — SCI) din Suedia întinsă pe o suprafață de 6,4 ha, integral pe uscat.

## Localizare
Centrul sitului Bergudden este situat la coordonatele 56°10′17″N 15°37′48″E / 56.1713°N 15.63°E.

## Înființare
Situl Bergudden a fost declarat sit de importanță comunitară în decembrie 1998 pentru a proteja 2 specii de animale. Situl a fost protejat și ca arie specială de conservare în martie 2011.

## Biodiversitate
Situată în ecoregiunile continentală și marină baltică, aria protejată conține 4 habitate naturale: Păduri de fag Luzulo-Fagetum, Roci stâncoase cu vegetație pionieră de Sedo-Scleranthion sau Sedo albi-Veronicion dillenii, Păduri acidofile de stejar bătrân cu Quercus robur pe câmpii nisipoase, Păduri de fag Asperulo-Fagetum.
La baza desemnării sitului se află mai multe specii protejate de  nevertebrate (2): rădașcă (Lucanus cervus), Osmoderma eremita.